# Paradisets have (eventyr)
|  | For andre betydnigner, se Paradisets have (flertydig) |
Paradisets have er et eventyr af H.C. Andersen udgivet af C.A. Reitzel i København den 19. oktober 1839 som en del af eventyrsamlingen Eventyr, fortalte for Børn. Ny Samling. Andet Hefte. 1839 sammen med Den flyvende kuffert og Storkene.

## Handling
En prins har et stort bibliotek, der samler al menneskelig viden, men hvor bogen, der afslører placeringen af Paradisets have, som han drømmer om at opdage, mangler. En stormfuld aften finder han tilflugt i vindens hule, hvor han bliver budt velkommen af en gammel kvinde, moderen til de fire vinde. Efterfølgende kommer nordenvinden fra Rusland, Zephir, vestenvinden, der kommer fra Amerika, søndenvinden, der kommer fra Afrika, og endelig østenvinden, der kommer fra Kina, som prinsen bliver ven med. Om morgenen tager østenvinden prinsen til Paradisets have, der ligger på Lyksalighedens Ø, hvor feernes unge og smukke dronning og hendes tjenere opholder sig. For at kunne bo der for evigt skal prinsen nå at gå hundrede dage uden at nærme sig Kundskabens træ. Men allerede fra første dag falder han for fristelsen og kysser feen, og paradiset forsvinder. Han er tilbage hos den gamle kone, befinder sig, som om han vågner af en drøm, i den fugtige hule hos den gamle kvinde, han mødte i begyndelsen af historien. Døden lover, at han skal komme i en kiste senere; har prinsen var god, skal han komme tilbage til Paradiset, men har han været syndig, vil han blive sænket i underverdenen.